# Туран (регија)
Туран (персијски: , таџички: Турон, авестански: Tūiriiānəm) је ирански назив за средишњу Азију, који ознаћава земљу Турана.
Географско-историјски термин је повезан са историјом, лингивстиком и географијом скитским племенима.